# Dave Clements
David Clements, detto Dave (Larne, 15 settembre 1945), è un allenatore di calcio ed ex calciatore nordirlandese, di ruolo centrocampista, capitano dell'Irlanda del Nord dal 1973 al 1976.

## Carriera
Nel 1976 fu selezionato nel Team America, selezione che raccoglieva i migliori giocatori, sia statunitensi che no, della North American Soccer League per disputare il Torneo del Bicentenario, che chiuse al quarto ed ultimo posto.

## Palmarès

### Giocatore

#### Competizioni nazionali
- Second Division: 1

Coventry City: 1966-1967